# Fiodor Palitsyne
Fiodor Fiodorovitch Palitsyne (en russe : Палицын, Фёдор Фёдорович ; 1851-1923) était un général de l'Empire russe, il fut chef d'état major général puis du Corps expéditionnaire russe en France.

## Biographie
Noble issue du gouvernement de Livonie, en 1870, il est diplômé du corps des cadets d'Oriol, puis de l'école militaire de Pavlovsk, il est affecté au 2e régiment de la garde à Tsarskoïe Selo. Il fut diplômé de l'École militaire d'état-major Nicolas en 1877.

### Carrière militaire

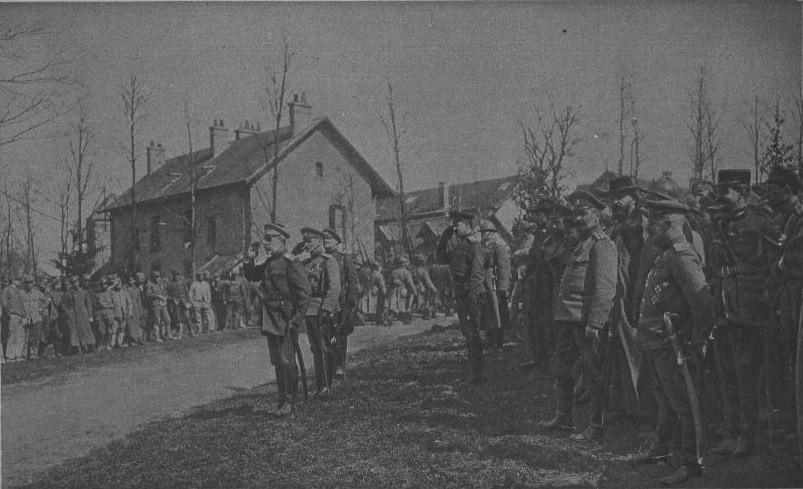
Le régiment russe entrant dans Courcy lors de l'offensive Nivelle il est avec Lokhvitski, in Le Miroir.
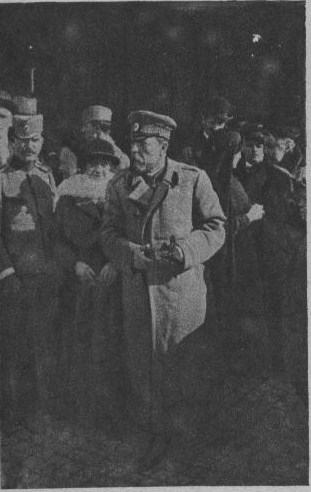
se rendant à la Consulta, réunion inter-Alliés de Rome commençant le 6 janvier 1917.